# Johann Conrad Bromeis (Chemiker)
 Johann Conrad Bromeis (* 6. Februar 1820 in Kassel; † 3. Januar 1862 in Michelstadt) war ein deutscher Chemiker.
Bromeis studierte ab 1835 Naturwissenschaften und Architektur in Göttingen und Berlin, 1839/1840 in Gießen und im Sommer 1841 Organische Chemie bei Robert Wilhelm Bunsen in Marburg, wo er am 17. Juli 1841 promovierte.
Danach arbeitete er an der Realschule in Hanau, wo er über ein eigenes Laboratorium verfügte. 1851 habilitierte er sich in Marburg, las technische und analytische Chemie und wurde dort schließlich außerordentlicher Professor für Chemie und Technologie. Er schrieb unter anderem ein „Lehrbuch der Chemie“, untersuchte den Fichtelit und andere Mineralien, die Quellen von Bad Nauheim und studierte die Oxidation der Fettsäuren. Er entdeckte die Terebinsäure. Seine Arbeiten finden sich in den Annalen von Johann Christian Poggendorff und von Justus von Liebig.

## Veröffentlichungen
- De acidorum pinguium constitutione et metamorphosibus. Dissertation. Universität Marburg. Marburg 1842.
- mit Friedrich Zamminer: Neue Encyclopädie der Wissenschaften und Künste. Abteilung 3: Naturwissenschaften. Teil 2. Franckh, Stuttgart 1852.
- Die Chemie mit besonderer Rücksicht auf Technologie. Stuttgart 1853.
- Die Chemie. Franckh, Stuttgart 1854.
- Ueber die Entdeckung des Sauerstoffs. Stuttgart 1862.